# Syrphophilus ichneumonoides
Syrphophilus ichneumonoides là một loài tò vò trong họ Ichneumonidae.